# Deer Creek (condado de Outagamie, Wisconsin)
Deer Creek es un pueblo ubicado en el condado de Outagamie en el estado estadounidense de Wisconsin. En el Censo de 2010 tenía una población de 637 habitantes y una densidad poblacional de 6,92 personas por km².

## Geografía
Deer Creek se encuentra ubicado en las coordenadas 44°32′44″N 88°40′20″O / 44.54556, -88.67222. Según la Oficina del Censo de los Estados Unidos, Deer Creek tiene una superficie total de 92.05 km², de la cual 91.37 km² corresponden a tierra firme y (0.74%) 0.68 km² es agua.

## Demografía
Según el censo de 2010, había 637 personas residiendo en Deer Creek. La densidad de población era de 6,92 hab./km². De los 637 habitantes, Deer Creek estaba compuesto por el 92.62% blancos, el 0% eran afroamericanos, el 0.94% eran amerindios, el 1.1% eran asiáticos, el 0% eran isleños del Pacífico, el 4.71% eran de otras razas y el 0.63% pertenecían a dos o más razas. Del total de la población el 5.81% eran hispanos o latinos de cualquier raza.